# 阿霍夫林
阿霍夫林，是西班牙卡斯蒂利亚-拉曼恰托莱多省的一个市镇。总面积35平方公里，总人口2181人（2001年），人口密度62人/平方公里。